# 矢野唯
矢野唯，日本輕小說作家。

## 人物
出生於青森，在東京長大。歷經過多愁善感的青春期。擁有敏感的肌膚。在獲得廚師證照後，興趣是作料理，雖然做著不能對人說的妄想，但一邊和宮澤賢治有共鳴，一邊希望想成為卜多力（グスコーブドリ），以獲得『第十二屆法米通文庫Entame大獎小說部門優秀獎』的『妄想少女』（後來改編成文庫版的『我與男生與青春期妄想的她們』）出道。

## 著作
- 『我與男生與青春期妄想的她們』（法米通文庫）

## 獲獎紀錄
- 『第十二屆法米通文庫Entame大獎小說部門優秀獎』（法米通文庫）

## 連結
- やのゆい老師的twitter （页面存档备份，存于）
- みやびあきの老師的twitter （页面存档备份，存于）

## 註解
1. ↑  宮澤賢治的童話作品，卜多力的傳記（グスコーブドリの伝記）
2. ↑  以上出自第一集內頁的作者簡介。
3. ↑  出自第一集書腰、第一集後記。